# در انتظار کرم‌ها
«در انتظار کرم‌ها» ترانه‌ای از پینک فلوید است. این ترانه در آلبوم دیوار (آلبوم) قرار دارد.

## داستان
در این قسمت، پینک همچنان فکر می‌کند که یک دیکتاتور فاشیست است. در انزوای کامل، منتظر است تا کرم‌ها بیایند، منتظر است تا آنهایی که از نظر او عناصر نامطلوب حساب می‌شوند، بیایند تا به دست پینک تنبیه شوند! منتظر است تا «شهر را پاکسازی کند!» ، «راه حل نهایی را برای فشار حداکثری بیابد.» ، «دوش‌ها را باز کند و کوره‌ها را روشن کند» (این قسمت مستقیما به کشتار دسته جمعی یهودیان توسط هیتلر اشاره دارد. به خصوص این که اول آهنگ واترز به زبان آلمانی تا عدد ۳ می‌شمارد.) و از طرفدارانش می‌پرسد آیا می‌خواهند بریتانیا دوباره حکمرانی کند؟ آیا می‌خواهند رنگین پوستان را به کشورشان برگردانند؟ و به آنها می‌گوید برای رسیدن به این اهداف، تنها کاری که باید بکنند، این است که «کِرم‌ها را دنبال کنند!»